# ウルト
ウルト（ドイツ語: Würth）は、ドイツ南西部にあるバーデン＝ヴュルテンベルク州キュンツェルスアウに本社を置く世界的な部品メーカー。ドイツ語での本来の発音は「ヴュルト」。創業者はアドルフ・ヴュルト。現会長はラインホルト・ヴュルト。
グループ従業員数約8万7000人、全世界で300万社を超える顧客を持つ自動車補修・整備市場での世界的トップ企業。2023年連結売上高：204億ユーロ。
日本では1987年に神奈川県横浜市神奈川区に現地法人のウルトジャパンを設立し、ドイツ本社と同様にダイレクトセールスという販売形態で全国事業展開している。

## 会社概要
ウルトグループはドイツ本国において280支店、世界86カ国においては、Wurth Electronic、Wurth Solar、Wurth Woodなどを始め幅広い分野でグループ会社400社以上を保有。ウルトグループのマーケットは、その国々によって様々で、自動車をはじめ運送・金属・電機・住宅・建設・製造などの分野において、アッセンブリー・メンテナンス・修理用製品など約100,000点を取扱っている。自動車業界においてウルトの製品は、ダイムラー・クライスラーAGにおいて全世界推進認定を、BMW AGにおいて推進認定を受けている。また、F1界でもその品質の高さを評価され、複数のチームに採用されてきた。

## コーポレート起源と企業理念
ウルトは1945年ドイツ・キュンツェルスアウで、アドルフ・ヴュルトによってネジ屋として事業をスタート。現在用いられているウルトの赤いロゴマークは社創立の起源を表す、「ネジ」の頭を組み合わせたもの。のちにドイツの地方の村から徐々にヨーロッパの周辺国へ、そして世界的総合商社として展開・拡大。社員一人一人がモチベーションと責任感を大事にすることを企業理念として掲げている。

## 環境製品への取り組み
ウルト製品は独自の高度な環境基準に基づいて開発されていて、世界中でそのエコロジー性能は評価されている。世界で初めてエアーと溶剤をワンタッチで同時充填することができる詰め替え方式の自動充填システム「レフィーロマット」の開発や生分解率95%以上というケミカル製品「アブソボン」は、ドイツの様々な環境基準値を高水準でクリアしている。

## アート、教育、スポーツ界との関わり

### アート・教育
ウルト美術館をヨーロッパ9カ国（ベルギー、デンマーク、フランス、イタリア、オランダ、ノルウェー、オーストリア、スペイン、スイス）にて運営。所有点数は、絵画、彫刻、デッサンのすべてを含め 1万点以上。コレクションは主に表現主義やシュルレアリズムの作品作、幾何学的抽象画が幅広く集められ、エドヴァルド・ムンク、エミール・ノルデ、パブロ・ピカソ、マックス・エルンスト、ルネ・マグリット、ヴィクトル・ヴァザルリらの作品も含まれている。教育界にも力を注ぎ、2008年ベッティーナ・ウルト（現社長）はウルト公益基金が運営する学校(Freie Schule Anne-Sophie)を設立。幅広いメセナ活動を行っている。

### スポーツ
スポーツ界ではドイツのサッカーのブンデスリーグ 、スキー(DSV)、モータースポーツ界においてF1のBMWザウバーやトヨタF1（パナソニック・トヨタ・レーシング）、ドイツツーリングカー選手権(DTM)などのスポンサーを務めたことがある。
2006年には自転車ロードレースのUCIプロツアーに参戦するリバティー・セグロスチームのサブスポンサーとなったが、同年のオペラシオン・プエルトにおいて同チームの監督が組織的なドーピングに加担していたとして逮捕され、リバティー・セグロスがシーズン中ながら急遽スポンサーから撤退したため、同社が後を受け継ぎ「アスタナ・ウルト」としてシーズンの残りを戦った（なお同社も同年末でスポンサーから撤退している）。
日本国内では、2018年までラリー北海道において、ウルトジャパンとしてサービスパークに出展し、現地のサービスで使用する各種ケミカル類などの販売のほか、オリジナルグッズなども取り揃えてイベントを盛り上げている。

## 主要製品
- ASSY
- Firstec
- ORSY
- ADJUKOR
- ZEBRA
- saBesto
- Wüpo
- Wüpofast
- Ecofast
- Amo
- Jamo
- pias
- piasta
- Absobon
- Triathlon
- Skin
- Home & Tidy
- Jumbo 60
- Time Sert
- Powerdriv
- Sahara
- Toolsystem
- Creativo
- Refillo
- Refillomat
- Comkit
- Coolius
- flexen
- Varifix
- Bikeline
- Evapo mat
- Evapo clean
- Purlogic
- Wütop
- AW
- Diva
- Faba
- Welnox
- Elmo